# Stade Rennais Football Club 2023-2024
Questa voce raccoglie le informazioni riguardanti lo Stade Rennais Football Club nelle competizioni ufficiali della stagione 2023-2024.

## Stagione
La stagione 2023-2024 è la centoventiduesima nella storia del club e la sua sessantasettesima nella massima divisione. Essa vede lo Stade Rennais partecipare alla Ligue 1, per la trentesima stagione consecutiva, e alla Coppa di Francia in ambito nazionale; all'Europa League in ambito europeo.

## Divise e sponsor
| Casa | Trasferta | Terza divisa |

## Rosa
Rosa e numerazione aggiornate al 3 febbraio 2024. 

In corsivo i calciatori ceduti durante la stagione
| N. |                        | Ruolo | Calciatore                     |
| -- | ---------------------- | ----- | ------------------------------ |
| 1  | Francia (bandiera)     | P     | Gauthier Gallon                |
| 3  | Francia (bandiera)     | D     | Adrien Truffert                |
| 5  | Belgio (bandiera)      | D     | Arthur Theate                  |
| 6  | Paesi Bassi (bandiera) | C     | Azor Matusiwa                  |
| 7  | Francia (bandiera)     | A     | Martin Terrier                 |
| 8  | Francia (bandiera)     | C     | Baptiste Santamaria            |
| 9  | Francia (bandiera)     | A     | Arnaud Kalimuendo              |
| 10 | Belgio (bandiera)      | A     | Jérémy Doku                    |
| 11 | Francia (bandiera)     | C     | Ludovic Blas                   |
| 14 | Francia (bandiera)     | C     | Benjamin Bourigeaud (capitano) |
| 15 | Camerun (bandiera)     | D     | Christopher Wooh               |
| 16 | Francia (bandiera)     | D     | Jeanuël Belocian               |
| 18 | Francia (bandiera)     | A     | Matthis Abline                 |
| 19 | Francia (bandiera)     | A     | Amine Gouiri                   |
| 21 | Croazia (bandiera)     | C     | Lovro Majer                    |

| N. |                     | Ruolo | Calciatore       |
| -- | ------------------- | ----- | ---------------- |
| 21 | Serbia (bandiera)   | C     | Nemanja Matić    |
| 22 | Francia (bandiera)  | D     | Lorenz Assignon  |
| 23 | Francia (bandiera)  | D     | Warmed Omari     |
| 25 | Norvegia (bandiera) | D     | Birger Meling    |
| 28 | Francia (bandiera)  | C     | Enzo Le Fée      |
| 30 | Francia (bandiera)  | P     | Steve Mandanda   |
| 31 | Francia (bandiera)  | D     | Guéla Doué       |
| 32 | Svizzera (bandiera) | C     | Fabian Rieder    |
| 33 | Francia (bandiera)  | C     | Désiré Doué      |
| 34 | Marocco (bandiera)  | A     | Ibrahim Salah    |
| 36 | Ghana (bandiera)    | D     | Alidu Seidu      |
| 38 | Francia (bandiera)  | C     | Djaoui Cissé     |
| 40 | Francia (bandiera)  | P     | Geoffrey Lembet  |
| 43 | Camerun (bandiera)  | D     | Mahamadou Nagida |
| 99 | Turchia (bandiera)  | A     | Bertuğ Yıldırım  |

## Calciomercato

### Sessione estiva(dal 1º/7 al 31/8)
| Acquisti         | Acquisti        | Acquisti   | Acquisti                   |
| R.               | Nome            | da         | Modalità                   |
| ---------------- | --------------- | ---------- | -------------------------- |
| C                | Enzo Le Fée     | Lorient    | definitivo (20 milioni €)  |
| C                | Ludovic Blas    | Nantes     | definitivo (15 milioni €)  |
| C                | Fabian Rieder   | Young Boys | definitivo (15 milioni €)  |
| A                | Bertuğ Yıldırım | Hatayspor  | definitivo (5 milioni €)   |
| C                | Nemanja Matić   | Roma       | definitivo (2,5 milioni €) |
| P                | Geoffrey Lembet | Sedan      | gratuito                   |
| P                | Gauthier Gallon | Troyes     | n.d.                       |
| Altre operazioni |                 |            |                            |
| R.               | Nome            | da         | Modalità                   |
| A                | Serhou Guirassy | Stoccarda  | fine prestito              |
| D                | Loïc Badé       | Siviglia   | fine prestito              |
| C                | Andy Diouf      | Basilea    | fine prestito              |
| A                | Matthis Abline  | Auxerre    | fine prestito              |
| P                | Alfred Gomis    | Como       | fine prestito              |
| A                | Loum Tchaouna   | Digione    | fine prestito              |
| A                | Junior Kadile   | Famalicão  | fine prestito              |
| C                | Noah Françoise  | Avranches  | fine prestito              |

| Cessioni         | Cessioni          | Cessioni        | Cessioni                   |
| R.               | Nome              | a               | Modalità                   |
| ---------------- | ----------------- | --------------- | -------------------------- |
| A                | Jérémy Doku       | Manchester City | definitivo (64 milioni €)  |
| C                | Lovro Majer       | Wolfsburg       | definitivo (30 milioni €)  |
| C                | Lesley Ugochukwu  | Chelsea         | definitivo (27 milioni €)  |
| D                | Loïc Badé         | Siviglia        | definitivo (12 milioni €)  |
| A                | Serhou Guirassy   | Stoccarda       | definitivo (9 milioni €)   |
| C                | Andy Diouf        | Basilea         | definitivo (5,5 milioni €) |
| D                | Birger Meling     | Copenaghen      | definitivo (2 milioni €)   |
| D                | Hamari Traoré     | Real Sociedad   | gratuito                   |
| A                | Loum Tchaouna     | Salernitana     | n.d.                       |
| C                | Flavien Tait      | Samsunspor      | gratuito                   |
| P                | Romain Salin      | Marítimo        | gratuito                   |
| A                | Junior Kadile     | Laval           | n.d.                       |
| C                | Noah Françoise    | Marítimo        | n.d.                       |
| A                | Matthis Abline    | Nantes          | prestito                   |
| P                | Doğan Alemdar     | Troyes          | prestito                   |
| A                | Alan Do Marcolino | Quevilly-Rouen  | prestito                   |
| P                | Alfred Gomis      | Lorient         | prestito                   |
| C                | Xeka              |                 | svincolato                 |
| P                | Elias Damergy     |                 | svincolato                 |
| Altre operazioni |                   |                 |                            |
| R.               | Nome              | da              | Modalità                   |
| D                | Djed Spence       | Tottenham       | fine prestito              |
| D                | Joe Rodon         | Tottenham       | fine prestito              |
| A                | Karl Toko Ekambi  | Olympique Lione | fine prestito              |

### Sessione invernale
| Acquisti         | Acquisti      | Acquisti      | Acquisti                    |
| R.               | Nome          | da            | Modalità                    |
| ---------------- | ------------- | ------------- | --------------------------- |
| C                | Azor Matusiwa | Stade Reims   | definitivo (15,5 milioni €) |
| D                | Alidu Seidu   | Clermont Foot | definitivo (11 milioni €)   |
| Altre operazioni |               |               |                             |
| R.               | Nome          | da            | Modalità                    |

| Cessioni         | Cessioni        | Cessioni        | Cessioni                 |
| R.               | Nome            | a               | Modalità                 |
| ---------------- | --------------- | --------------- | ------------------------ |
| C                | Nemanja Matić   | Olympique Lione | definitivo (3 milioni €) |
| D                | Mohamed Jaouab  | Amiens          | definitivo (400 mila €)  |
| D                | Lorenz Assignon | Burnley         | prestito                 |
| Altre operazioni |                 |                 |                          |
| R.               | Nome            | da              | Modalità                 |

## Risultati

### Ligue 1

#### Girone di andata
| Arbitro: | Stinat |

|                                                     |           |           |
| Kalimuendo 19’ Gouiri 50’ Doku 66’ Salah 86’, 90+3’ | Marcatori | 20’ Maziz |

| Arbitro: | Millot |

|            |           |                       |
| Machado 3’ | Marcatori | 52’ (rig.) Bourigeaud |

| Arbitro: | Wattellier |

|                   |           |                 |
| Blas 10’ Wooh 24’ | Marcatori | 40’, 70’ Alioui |

| Brest 2 settembre 2023, ore 17:00 CEST 4ª giornata | Brest   | 0 – 0 referto | Rennes | Stade Francis-Le Blé (15 201 spett.)\| Arbitro: \| El Hadj \| |
| Arbitro:                                           | El Hadj |               |        |                                                               |

| Arbitro: | Brisard |

|                        |           |                         |
| Assignon 74’ Salah 89’ | Marcatori | 33’ Yoro 62’ B. Diakité |

| Montpellier 24 settembre 2023, ore 17:05 CEST 6ª giornata | Montpellier | 0 – 0 referto | Rennes | Stade de la Mosson (15 430 spett.)\| Arbitro: \| Frappart \| |
| Arbitro:                                                  | Frappart    |               |        |                                                              |

| Arbitro: | Buquet |

|                                                          |           |                |
| Bourigeaud 6’ (rig.) D. Doué 73’ Kalimuendo 90+7’ (rig.) | Marcatori | 45’ Chirivella |

| Arbitro: | Bastien |

|            |           |                                       |
| Gouiri 56’ | Marcatori | 32’ Vitinha 36’ Hakimi 58’ Kolo Muani |

| Arbitro: | Angoula |

|                             |           |          |
| Omari 4’ (aut.) Touré 45+2’ | Marcatori | 21’ Blas |

| Arbitro: | Batta |

|              |           |             |
| Truffert 23’ | Marcatori | 81’ Mothiba |

| Arbitro: | Turpin |

|                              |           |  |
| Boga 45’ Mandanda 87’ (aut.) | Marcatori |  |

| Arbitro: | Frappart |

|  |           |             |
|  | Marcatori | 67’ O'Brien |

| Arbitro: | Buquet |

|                                     |           |                  |
| Gouiri 4’ Bourigeaud 46’ Theate 66’ | Marcatori | 45+2’ O. Diakité |

| Arbitro: | Delajod |

|                                 |           |  |
| Aubameyang 8’ (rig.) Ounahi 65’ | Marcatori |  |

| Arbitro: | Turpin |

|                       |           |                             |
| Bourigeaud 90’ (rig.) | Marcatori | 51’ Vanderson 85’ Y. Fofana |

| Tolosa 17 dicembre 2023, ore 15:00 CET 16ª giornata | Tolosa | 0 – 0 referto | Rennes | Stadium de Toulouse (23 311 spett.)\| Arbitro: \| Stinat \| |
| Arbitro:                                            | Stinat |               |        |                                                             |

| Arbitro: | Wattellier |

|              |           |                                              |
| Nicholson 3’ | Marcatori | 52’ Kalimuendo 88’ D. Doué 90+6’ (rig.) Blas |

#### Girone di ritorno
| Arbitro: | Dechepy |

|                                      |           |  |
| Bourigeaud 31’ (rig.) Kalimuendo 54’ | Marcatori |  |

| Arbitro: | Léonard |

|                            |           |                              |
| Henrique 57’ Lacazette 78’ | Marcatori | 22’, 41’ Terrier 36’ D. Doué |

| Arbitro: | Vernice |

|                                  |           |              |
| Terrier 3’ Kalimuendo 48’ (rig.) | Marcatori | 73’ Savanier |

| Arbitro: | Millot |

|  |           |                |
|  | Marcatori | 60’ Bourigeaud |

| Arbitro: | Lissorgue |

|                            |           |             |
| Omari 31’ Terrier 58’, 64’ | Marcatori | 62’ Matsima |

| Arbitro: | Dechepy |

|                    |           |            |
| Ramos 90+7’ (rig.) | Marcatori | 33’ Gouiri |

| Arbitro: | Bastien |

|              |           |                      |
| Gouiri 90+3’ | Marcatori | 59’ Bamba 90’ Kroupi |

| Arbitro: | Millot |

|                  |           |                        |
| David 84’, 90+1’ | Marcatori | 1’ Blas 20’ Kalimuendo |

| Arbitro: | Wattellier |

|                                   |           |  |
| Terrier 21’ Bourigeaud 78’ (rig.) | Marcatori |  |

| Arbitro: | El Hadj |

|                      |           |  |
| Senaya 71’ Sebas 73’ | Marcatori |  |

| Arbitro: | Frappart |

|               |           |  |
| Akliouche 25’ | Marcatori |  |

| Arbitro: | Batta |

|             |           |                                |
| D. Doué 20’ | Marcatori | 22’ Cásseres Jr. 32’ M. Diarra |

| Arbitro: | Delajod |

|  |           |                                                   |
|  | Marcatori | 67’ Kalimuendo 76’ (rig.) Bourigeaud 90+1’ Gouiri |

| Arbitro: | Bastien |

|                                          |           |                                                                       |
| Kalimuendo 4’, 9’ Theate 68’ Terrier 79’ | Marcatori | 11’ Mounié 48’ (aut.) Omari 54’ Satriano 66’ M. Camara 90+6’ Brassier |

| Arbitro: | Buquet |

|                           |           |                                                   |
| Mikautadze 17’ Diallo 45’ | Marcatori | 23’ Gouiri 73’ (rig.) Bourigeaud 90+2’ Kalimuendo |

| Arbitro: | Milot |

|              |           |             |
| I. Salah 82’ | Marcatori | 48’ Fulgini |

| Arbitro: | Vernice |

|                                  |           |              |
| Abdelhamid 48’ (rig.) Akieme 80’ | Marcatori | 90+4’ Rieder |

### Coppa di Francia
| Arbitro: | Brisard |

|  |           |                     |
|  | Marcatori | 45’, 57’ Kalimuendo |

| Arbitro: | Pignard |

|                                                                             |                      |                                                                                 |
| Terrier 53’                                                                 | Marcatori            | 29’ Veretout                                                                    |
| Kalimuendo Bourigeaud Santamaria Le Fée Blas Yıldırım Omari Belocian Nagida | Tiri di rigore 9 – 8 | Veretout Balerdi Vitinha J. Onana Luis Henrique Clauss Veretout U. Garcia Gigot |

| Arbitro: | Stinat |

|                    |           |                                                                 |
| Viltard 65’ (rig.) | Marcatori | 24’, 47’ Gouiri 29’ I. Salah 35’, 41’ Kalimuendo 81’ Bourigeaud |

| Arbitro: | El Hadj |

|             |           |                               |
| Adinany 61’ | Marcatori | 9’ Theate 49’, 82’ Bourigeaud |

| Arbitro: | Buquet |

|            |           |  |
| Mbappé 40’ | Marcatori |  |

### UEFA Europa League

#### Fase a gironi
| Arbitro: | Harm Osmers |

|                                   |           |  |
| Blas 2’ Truffert 31’ Yıldırım 56’ | Marcatori |  |

| Arbitro: | Harald Lechner |

|             |           |  |
| Sørloth 36’ | Marcatori |  |

| Arbitro: | João Pinheiro |

|                      |           |                          |
| Iōannidīs 61’ (rig.) | Marcatori | 7’ Gouiri 49’ Kalimuendo |

| Arbitro: | William Collum |

|                                        |           |                      |
| Rieder 9’ I. Salah 65’ Blas 70’ (rig.) | Marcatori | 34’ (rig.) Iōannidīs |

| Arbitro: | Horațiu Feșnic |

|  |           |                                     |
|  | Marcatori | 29’ Terrier 47’ Gouiri 90+3’ Rieder |

| Arbitro: | Atilla Karaoglan |

|                       |           |                                              |
| Assignon 37’ Blas 79’ | Marcatori | 36’ (rig.) G. Moreno 63’ Akhomach 80’ Parejo |

#### Fase a eliminazione diretta

##### Spareggi
| Arbitro: | Nikola Dabanović |

|                                |           |  |
| Loftus-Cheek 32’, 47’ Leão 53’ | Marcatori |  |

| Arbitro: | João Pinheiro |

|                                        |           |                    |
| Bourigeaud 11’, 54’ (rig.), 68’ (rig.) | Marcatori | 22’ Jović 58’ Leão |

## Statistiche finali

### Statistiche di squadra
| Competizione     | Punti | In casa | In casa | In casa | In casa | In casa | In casa | In trasferta | In trasferta | In trasferta | In trasferta | In trasferta | In trasferta | Totale | Totale | Totale | Totale | Totale | Totale | DR  |
| Competizione     | Punti | G       | V       | N       | P       | Gf      | Gs      | G            | V            | N            | P            | Gf           | Gs           | G      | V      | N      | P      | Gf     | Gs     | DR  |
| ---------------- | ----- | ------- | ------- | ------- | ------- | ------- | ------- | ------------ | ------------ | ------------ | ------------ | ------------ | ------------ | ------ | ------ | ------ | ------ | ------ | ------ | --- |
| Ligue 1          | 46    | 17      | 7       | 4       | 6       | 34      | 26      | 17           | 5            | 6            | 5            | 19           | 20           | 34     | 12     | 10     | 12     | 53     | 46     | +7  |
| Coppa di Francia | -     | 1       | 0       | 1       | 0       | 1       | 1       | 4            | 3            | 0            | 1            | 11           | 3            | 5      | 3      | 1      | 1      | 12     | 4      | +8  |
| Europa League    | 12    | 4       | 3       | 0       | 1       | 11      | 6       | 4            | 2            | 0            | 2            | 5            | 5            | 8      | 5      | 0      | 3      | 16     | 11     | +5  |
| Totale           | -     | 22      | 10      | 5       | 7       | 46      | 33      | 25           | 10           | 6            | 9            | 35           | 28           | 47     | 20     | 11     | 16     | 81     | 61     | +20 |

### Andamento in campionato
| Giornata  | 1 | 2 | 3 | 4 | 5 | 6 | 7 | 8 | 9 | 10 | 11 | 12 | 13 | 14 | 15 | 16 | 17 | 18 | 19 | 20 | 21 | 22 | 23 | 24 | 25 | 26 | 27 | 28 | 29 | 30 | 31 | 32 | 33 | 34 |
| --------- | - | - | - | - | - | - | - | - | - | -- | -- | -- | -- | -- | -- | -- | -- | -- | -- | -- | -- | -- | -- | -- | -- | -- | -- | -- | -- | -- | -- | -- | -- | -- |
| Luogo     | C | T | C | T | C | T | C | C | T | C  | T  | C  | C  | T  | C  | T  | T  | C  | T  | C  | T  | C  | T  | C  | T  | C  | T  | T  | C  | T  | C  | T  | C  | T  |
| Risultato | V | N | N | N | N | N | V | P | P | N  | P  | P  | V  | P  | P  | N  | V  | V  | V  | V  | V  | V  | N  | P  | N  | V  | P  | P  | P  | V  | P  | V  | N  | P  |
| Posizione | 1 | 3 | 6 | 6 | 8 | 9 | 6 | 8 | 9 | 10 | 11 | 13 | 10 | 12 | 12 | 13 | 10 | 10 | 9  | 9  | 7  | 7  | 7  | 8  | 8  | 8  | 8  | 9  | 10 | 7  | 9  | 8  | 9  | 10 |

Legenda:

Luogo: C = Casa; T = Trasferta. Risultato: V = Vittoria; N = Pareggio; P = Sconfitta.

### Statistiche individuali
| Giocatore     | Ligue 1  | Ligue 1 | Ligue 1     | Ligue 1    | Coupe de France | Coupe de France | Coupe de France | Coupe de France | Europa League | Europa League | Europa League | Europa League | Totale   | Totale | Totale      | Totale     |
| Giocatore     | Presenze | Reti    | Ammonizioni | Espulsioni | Presenze        | Reti            | Ammonizioni     | Espulsioni      | Presenze      | Reti          | Ammonizioni   | Espulsioni    | Presenze | Reti   | Ammonizioni | Espulsioni |
| ------------- | -------- | ------- | ----------- | ---------- | --------------- | --------------- | --------------- | --------------- | ------------- | ------------- | ------------- | ------------- | -------- | ------ | ----------- | ---------- |
| L. Assignon   | 14       | 1       | 3           | 0          | 1               | 0               | 0               | 0               | 5             | 1             | 0             | 0             | 20       | 2      | 3           | 0          |
| J. Belocian   | 23       | 0       | 0           | 0          | 1               | 0               | 0               | 0               | 3             | 0             | 2             | 1             | 27       | 0      | 2           | 1          |
| L. Blas       | 29       | 4       | 3           | 0          | 5               | 0               | 0               | 0               | 8             | 3             | 2             | 0             | 42       | 7      | 5           | 0          |
| B. Bourigeaud | 32       | 9       | 2           | 0          | 5               | 3               | 0               | 0               | 7             | 3             | 2             | 0             | 44       | 15     | 4           | 0          |
| D. Cissé      | 2        | 0       | 0           | 0          | 0               | 0               | 0               | 0               | 0             | 0             | 0             | 0             | 2        | 0      | 0           | 0          |
| J. Doku       | 2        | 1       | 0           | 0          | 0               | 0               | 0               | 0               | 0             | 0             | 0             | 0             | 2        | 1      | 0           | 0          |
| D. Doué       | 31       | 4       | 3           | 0          | 5               | 0               | 1               | 0               | 6             | 0             | 1             | 0             | 42       | 4      | 5           | 0          |
| G. Doué       | 23       | 0       | 1           | 1          | 5               | 0               | 0               | 0               | 4             | 0             | 0             | 0             | 32       | 0      | 1           | 1          |
| G. Gallon     | 0        | 0       | 0           | 0          | 4               | -3              | 1               | 0               | 1             | -1            | 0             | 0             | 5        | -4     | 1           | 0          |
| A. Gouiri     | 31       | 7       | 2           | 0          | 3               | 2               | 0               | 0               | 7             | 2             | 2             | 0             | 41       | 11     | 4           | 0          |
| J. Jacquet    | 1        | 0       | 0           | 0          | 0               | 0               | 0               | 0               | 0             | 0             | 0             | 0             | 1        | 0      | 0           | 0          |
| A. Kalimuendo | 30       | 10      | 6           | 0          | 5               | 4               | 0               | 0               | 6             | 1             | 1             | 0             | 41       | 15     | 7           | 0          |
| M. Lambourde  | 1        | 0       | 0           | 0          | 1               | 0               | 0               | 0               | 1             | 0             | 0             | 0             | 3        | 0      | 0           | 0          |
| E. Le Fée     | 25       | 0       | 3           | 0          | 4               | 0               | 0               | 0               | 6             | 0             | 0             | 0             | 35       | 0      | 3           | 0          |
| L. Majer      | 1        | 0       | 0           | 0          | 0               | 0               | 0               | 0               | 0             | 0             | 0             | 0             | 1        | 0      | 0           | 0          |
| S. Mandanda   | 34       | -46     | 1           | 0          | 1               | -1              | 0               | 0               | 7             | -10           | 0             | 0             | 42       | -57    | 1           | 0          |
| N. Matić      | 13       | 0       | 7           | 0          | 0               | 0               | 0               | 0               | 6             | 0             | 0             | 0             | 19       | 0      | 7           | 0          |
| A. Matusiwa   | 12       | 0       | 2           | 0          | 2               | 0               | 2               | 0               | 2             | 0             | 0             | 0             | 16       | 0      | 4           | 0          |
| B. Meling     | 1        | 0       | 0           | 0          | 0               | 0               | 0               | 0               | 0             | 0             | 0             | 0             | 1        | 0      | 0           | 0          |
| M. Nagida     | 3        | 0       | 0           | 0          | 2               | 0               | 0               | 0               | 3             | 0             | 1             | 0             | 8        | 0      | 1           | 0          |
| W. Omari      | 25       | 1       | 5           | 1          | 5               | 0               | 0               | 0               | 6             | 0             | 0             | 0             | 36       | 1      | 5           | 1          |
| F. Rieder     | 15       | 1       | 0           | 0          | 2               | 0               | 0               | 0               | 4             | 2             | 0             | 0             | 21       | 3      | 0           | 0          |
| I. Salah      | 23       | 4       | 2           | 0          | 3               | 1               | 0               | 0               | 6             | 1             | 0             | 0             | 32       | 6      | 2           | 0          |
| B. Santamaria | 30       | 0       | 3           | 0          | 5               | 0               | 0               | 0               | 7             | 0             | 1             | 0             | 42       | 0      | 4           | 0          |
| A. Seidu      | 11       | 0       | 3           | 0          | 2               | 0               | 1               | 0               | 2             | 0             | 0             | 0             | 15       | 0      | 4           | 0          |
| M. Terrier    | 24       | 7       | 2           | 1          | 4               | 1               | 0               | 0               | 7             | 1             | 0             | 0             | 35       | 9      | 2           | 1          |
| A. Theate     | 28       | 2       | 4           | 0          | 4               | 1               | 1               | 0               | 8             | 0             | 1             | 0             | 40       | 3      | 6           | 0          |
| A. Truffert   | 30       | 1       | 5           | 0          | 5               | 0               | 0               | 0               | 8             | 1             | 2             | 0             | 43       | 2      | 7           | 0          |
| C. Wooh       | 18       | 1       | 3           | 1          | 0               | 0               | 0               | 0               | 3             | 0             | 2             | 0             | 21       | 1      | 5           | 1          |
| B. Yıldırım   | 21       | 0       | 2           | 0          | 2               | 0               | 1               | 0               | 5             | 1             | 0             | 0             | 28       | 1      | 3           | 0          |